# Pheidole makilingi
Pheidole makilingi är en myrart som beskrevs av Hugo Viehmeyer 1916. Pheidole makilingi ingår i släktet Pheidole och familjen myror. Inga underarter finns listade i Catalogue of Life.